# Kardväddsläktet
Kardväddsläktet (Dipsacus) är ett släkte av fleråriga väddväxter med ett dussin arter, de flesta i medelhavsområdet. De har huvudlika korgar med styva, tornspetsade holkfjäll och agnar.
Fruktkorgarna av en odlad form av Dipsacus fullonum (eller silvestris) användes för kardning av luggen på yllevävnader. Denna art har violetta blommor och växer vild i Syd- och Mellaneuropa. Den kan sällsynt påträffas i södra Sverige liksom den vitblommiga Dipsacus pilosus (eller strigosus).
I vissa klassificeringar räknas alla väddväxter till kaprifolväxterna, medan de hos andra utgör en egen växtfamilj, väddväxter.